# Abigail Solomon-Godeau
Abigail Solomon-Godeau (* 6. ledna 1948 New York) je americká kritička umění, fotografie, kurátorka výstav a historička umění.

## Životopis
Abigail Solomon-Godeau je kritička umění a historička umění, která vyučovala na Kalifornské univerzitě v Santa Barbaře a nyní je tam emeritní profesorkou na katedře dějin umění a architektury.
Solomon-Godeau vytvořila více než 100 děl ve 236 publikacích ve 4 jazycích. Její tvorba se zaměřuje na feministickou teorii, fotografii, francouzské umění 19. století a současné umění. Nabízí přehodnocení nebo revizi myšlenek prezentovaných uměleckým „kánonem“ a některými z jejích předchůdců v dějinách umění, jako je Martha Roslerová a Susan Sontagová. V eseji z roku 2004 se popisuje jako mezi těmi, kteří „intelektuálně dospěli jako postmodernisté, poststrukturalisté, feministky, marxisté, antihumanisté nebo, když na to přijde, ateisté“ a později objasňuje;
Svou práci nepovažuji za nijak zvlášť teoretickou, ačkoli mé spisy o fotografii, stejně jako ty o dějinách umění nebo současném umění, jsou zdrojem informací od teoretiků, minulých i současných, kteří celkově formovali mé myšlení. Moje eseje jsou možná nejlépe charakterizovány jako forma praktické kritiky, pokud se zabývají konkrétními soubory práce, historickými kontexty, sociálními vztahy a institucionálními strukturami, spíše než filozofičtějšími otázkami, které se projevují v nové oblasti filozofie fotografie.
Abigail Solomon-Godeau, 2017
Její eseje se objevily v časopisech včetně Art in America, Artforum, The Art Journal, Afterimage, Camera Obscura, October, Screen a mnohé byly shromážděny v antologiích v různých jazycích.
Mezi autorčina poslední díla patří knížka Genre, Gender and the Nude in French Art (Žánr, gender a akt ve francouzském umění).

## Vzdělání
- BA magna cum laude, University of Massachusetts
- Ph.D. Graduate Center, City University of New York

## Kurátorka výstav
Mezi výstavy, které Solomon-Godeau připravila, patří;
- The Way We Live Now, 1982
- Sexual Difference: Both Sides of the Camera (Sexuální rozdíl: Obě strany kamery), 1992
- Mistaken Identities (Chybné identity; s Constance Lewallenovou), 1994
- The Image of Desire; Femininity, Modernity, and the Birth of Mass Culture in Nineteenth-Century France (Obraz touhy; Ženskost, modernost a zrození masové kultury ve Francii devatenáctého století; s Beatrice Farwellovou), 1998.

## Publikace

### Knihy
- Photography at the Dock. Essays on Photographic History, Institution, and Practices, University of Minnesota Press, Minneapolis 1991. ISBN 978-0-8166-1913-9.
- Male Trouble. A Crisis in Representation, Thames & Hudson, Londýn 1999. ISBN 978-0-5002-8037-9.
- (s Gabrielou Schorovou jako ed.): Birgit Jürgenssen. Hatje Cantz, Ostfildern 2009, ISBN 978-3-7757-2460-9.
- Cannon fodder. Photography, speech, feminism , the textual, Paříž 2016, ISBN 978-2-84597-548-4.
- Photography after Photography. Gender, Genre, History, Duke University Press, Durham, Londýn 2017. ISBN 978-0-8223-6266-1.

### Články
- The phantom photographer, Art in America, listopad 2011
- The Anxiety Of Images, Aperture, září 2011 (s Davidem Levi Straussem, Yasminou El Rashidi, Allanem Sekulou, Susie Linfieldovou)
- Mixed Use, Manhattan, Aperture, březen 2011.
- Photographier la catastrophe [Photograph the catastrophe]. Terrain, březen 2010
- Thinking in images, Art In America, 2008, Vol. 96, No. 1.
- Torture à Abou Ghraib: les médias et leur dehors (Mučení v Abou Ghraib), Multitudes, leden 2007
- Jean-Etienne Liotard (1702–1789) ve sbírkách Musees d'Art et d'Histoire, Art in America, listopad 2006
- Jean-Etienne Liotard: Facing the enlightenment (Tváří v tvář osvícení), Art in America; listopad 2006, sv. 94 vyd. 10, s. 148.
- Reflections - Susan Sontag 1933–2004, Artforum International, březen 2005
- Modern style: dressing down (Moderní styl: oblékání, problémy vznesené Muzeem moderního umění – "Fashioning Fiction”), Artforum International, v.42, no.9, 2004 květen, s. 192(5) (ISSN: 1086-7058)
- ‘“Confessions of a Snow Queen" and Other Strategies of Self- Representation’ („Vyznání sněhové královny“ a další strategie sebereprezentace). Figurationen, 3(1), s. 123–140. 2002.
- Male Trouble: A Crisis in Representation, Journal of Aesthetics and Art Criticism, listopad 2001
- The Exceptional Woman: Elisabeth Vigee-Lebrun and the Cultural Politics of Art (Výjimečná žena: Elisabeth Vigee-Lebrun a kulturní politika umění), Woman's Art Journal, listopad 2000
- The Other Side of Vertu: Alternative Masculinities in the Crucible of Revolution, Art Journal, říjen 1998
- Signs of Age: Representing the Older Body, Art in America, červenec 1998
- Male Trouble: A Crisis in Representation, Art History Vol. 16 No.2. červen 1993
- Photography At The Dock: Essays on Photographic History, Institutions, and Practices (Fotografie v přístavu: Eseje o fotografické historii, institucích a praxi), The Art Bulletin, prosinec 1992
- Living with Contradictions: Critical Practices in the Age of Supply-Side Aesthetics, Social Text, leden 1989
- The Legs of the Countess, říjen, prosinec 1987
- Reconstructing Documentary: Connie Hatch's Representational Resistance, Camera Obscura:Feminism Culture and Media Studies, březen 1985
- A Photographer in Jerusalem, 1855: Auguste Salzmann and His Times, (Fotograf v Jeruzalémě, 1855: Auguste Salzmann a jeho časy), říjen, sv. 18, (podzim, 1981), s. 90–107. The MIT Press
- Photophilia: A Conversation about the Photography Scene, říjen, září 1982